# Nagyveleg
Nagyveleg é um município da Hungria, situado no condado de Fejér. Tem 13,17 km² de área e sua população em 2015 foi estimada em 656 habitantes.